# Dick Cheney
Pour les articles homonymes, voir Cheney (homonymie).
Richard Bruce Cheney, dit Dick Cheney ['tʃeɪ:ni], né le 30 janvier 1941 à Lincoln (Nebraska), est un homme d'affaires et homme d'État américain, vice-président des États-Unis de 2001 à 2009.
Au cours de sa carrière politique, il est successivement chef de cabinet de la Maison-Blanche de l'administration Ford de 1975 à 1977, secrétaire à la Défense des États-Unis de l'administration H. W. Bush de 1989 à 1993, représentant fédéral pour le Wyoming de 1979 à 1989, PDG de la multinationale pétrolière Halliburton, et enfin vice-président des États-Unis entre 2001 et 2009 dans l'administration du président George W. Bush.
Du fait de son expérience et ses méthodes, il aurait exercé une influence forte et controversée sur les décisions de la Maison Blanche durant la présidence de George W. Bush, au point d'être parfois décrit comme un marionnettiste manipulant Bush.
En outre, dans le cadre de la seconde guerre du Golfe, il a soutenu l'invasion de l'Irak, les écoutes téléphoniques et l'usage de la torture.

## Situation personnelle

### Naissance et famille
Richard Bruce Cheney est le fils de Richard Herbert Cheney, fonctionnaire du département de l'Agriculture des États-Unis, et de Marjorie Dickey Cheney. Selon les affirmations en 2007 de son épouse Lynne Cheney, Dick Cheney est un cousin éloigné du président démocrate Barack Obama : tous deux ont un ancêtre commun qui est Mareen Duvall, un protestant français né au XVIIe siècle.
Dick Cheney grandit à Casper, dans le Wyoming.

### Mariage et enfants
En 1964, Dick Cheney épouse Lynne Vincent, rencontrée au lycée.
Lynne Cheney est à la tête du National Endowment for the Humanities de 1986 à 1993 et membre du conseil d'administration de Lockheed Martin de 1994 à 2001, poste qu'elle quitte à l'investiture de son mari.
Lynne Cheney est un soutien actif et médiatique du Parti républicain et de ses élus.
Le couple a deux enfants : Elizabeth (née en 1966) et Mary (née en 1969).

### Problèmes de santé
À partir de ses 37 ans, Dick Cheney est victime de plusieurs crises cardiaques.
En 1988, il subit un quadruple pontage coronarien, et plus tard deux angioplasties afin de dégager des artères coronaires rétrécies.
À partir de 2001, il porte un stimulateur cardiaque.
En 2010, victime de sa cinquième crise cardiaque, il se fait implanter une pompe cardiaque. En 2012, il annonce son rétablissement à la suite d'une transplantation cardiaque.

### Début de vie active et études
Dick Cheney entre rapidement dans la vie active en travaillant sur les lignes électriques de la compagnie locale d'électricité. Il intègre l'université Yale grâce à une bourse scolaire, et plus tard l'université du Wisconsin à Madison, mais c'est à l'université du Wyoming qu'il obtient sa maîtrise en science politique en 1966. Il est exempté de service militaire à cause de son statut d'étudiant et parce qu’il est père de deux enfants en bas âge.

## Parcours politique

### Débuts
La carrière politique de Dick Cheney commence en 1969, dans l'administration de Richard Nixon, à la Maison-Blanche. Il est alors l'assistant de Donald Rumsfeld, son mentor en politique.

### Chef de cabinet de la Maison-Blanche

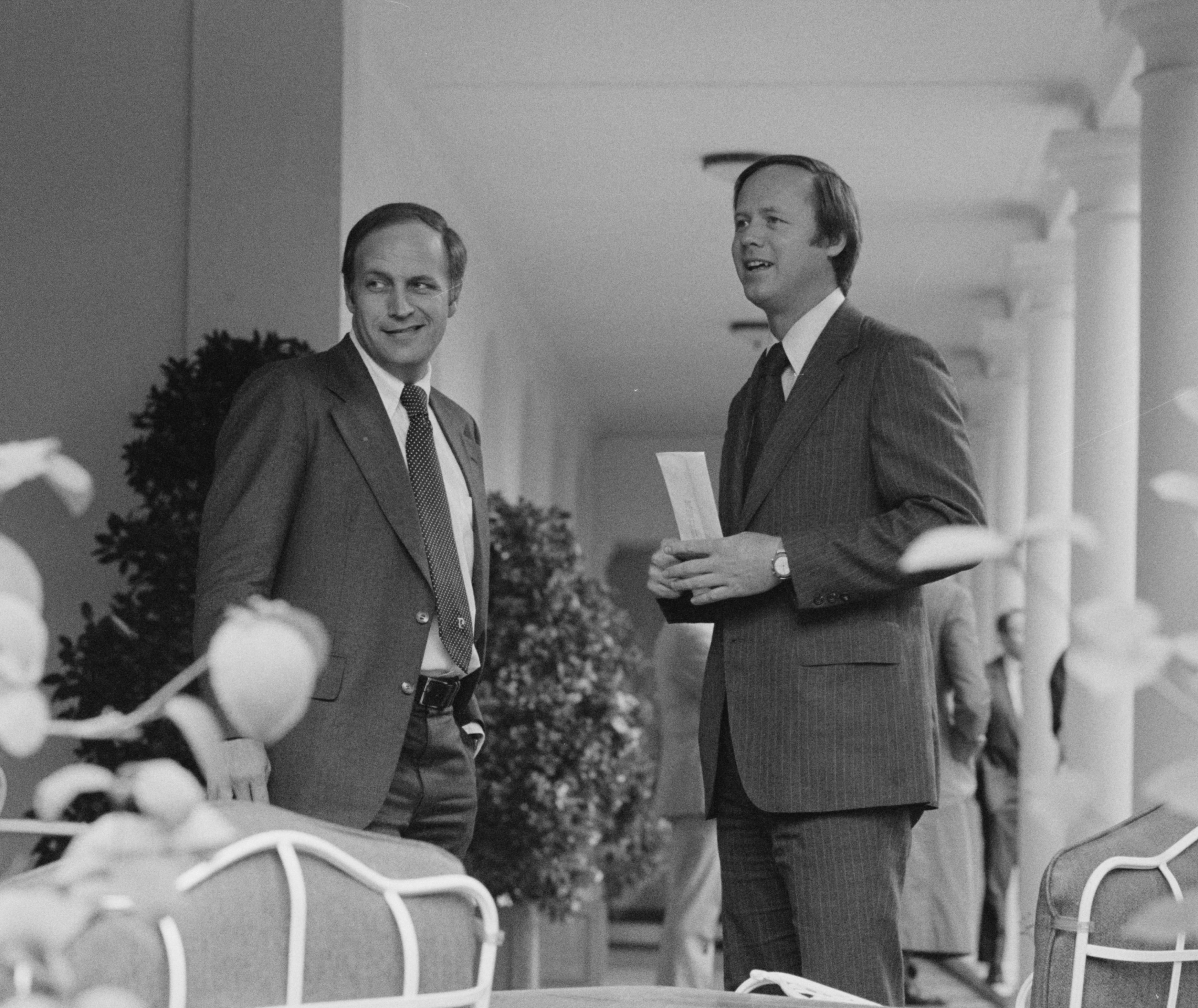
Dick Cheney (à gauche) en 1976.

En 1975, sous la présidence de Gerald Ford, Dick Cheney devient chef de cabinet de la Maison-Blanche à la suite de Donald Rumsfeld, nommé secrétaire à la défense. À cette époque, les deux hommes s'opposent à la politique d'apaisement d'Henry Kissinger qu'ils jugent trop molle à l'égard de l'Union soviétique. En 1976, Cheney dirige aux côtés de James Baker la campagne de Gerald Ford, qui est battu par Jimmy Carter.

### Représentant du Wyoming
En 1978, Dick Cheney est élu sous la bannière républicaine représentant pour l’État du Wyoming, poste auquel il est réélu jusqu'en 1989. De janvier à mars 1989, il occupe en outre le poste de whip pour la minorité républicaine à la Chambre.

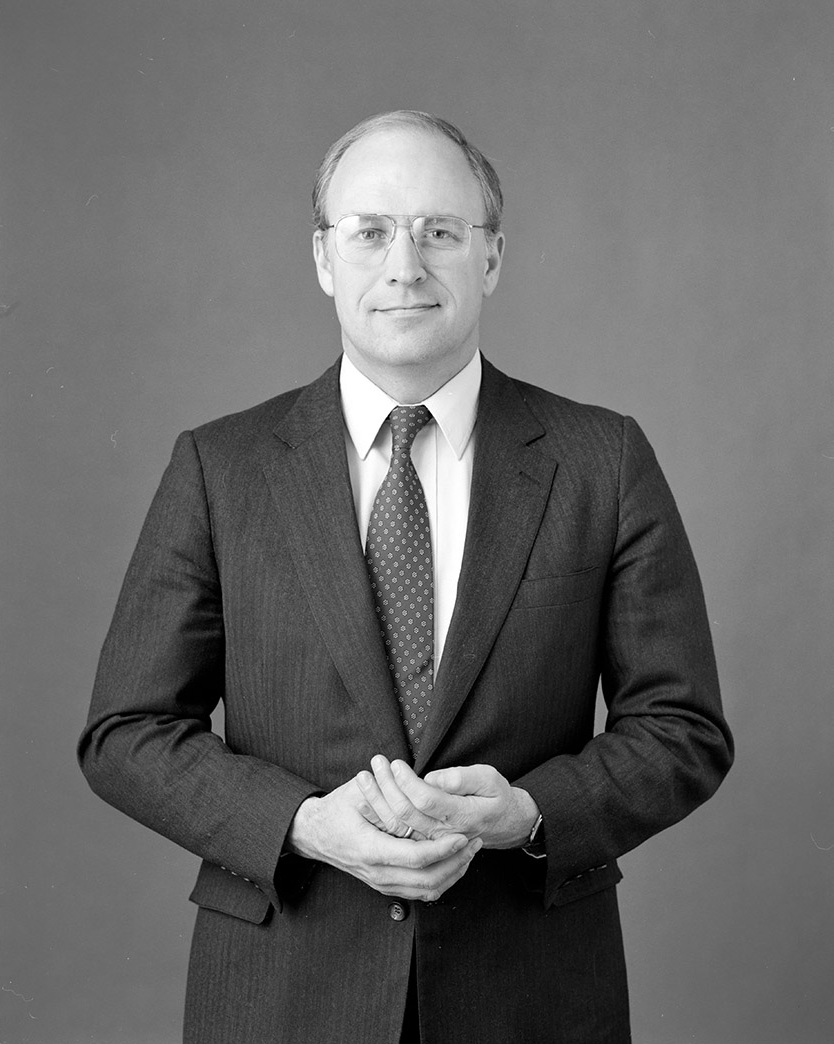
Portrait du représentant Dick Cheney, 1984.

Il s'oppose à l’instauration d'un jour férié en l'honneur de la naissance de Martin Luther King, à la création du département fédéral de l'Éducation, à l'interdiction des armes à feu en plastique indétectables aux détecteurs de métaux, ainsi qu'à des lois portant sur la protection des espèces en danger, ou la qualité de l'eau.
Il participe également à l'abolition de la fairness doctrine, qui exigeait que les chaînes de radio et de télévision américaines présentent les questions controversées d'intérêt général d'une façon honnête, équitable et équilibrée, permettant ainsi l'éclosion de médias tels que Fox News.
Cheney s'oppose également à l'imposition de sanctions économiques contre l'Afrique du Sud et son régime d'apartheid, qualifiant Nelson Mandela et l'ANC de terroristes.
Le représentant Cheney défend les intérêts du secteur pétrolier et plus largement du monde des affaires[réf. nécessaire].

### Secrétaire à la Défense

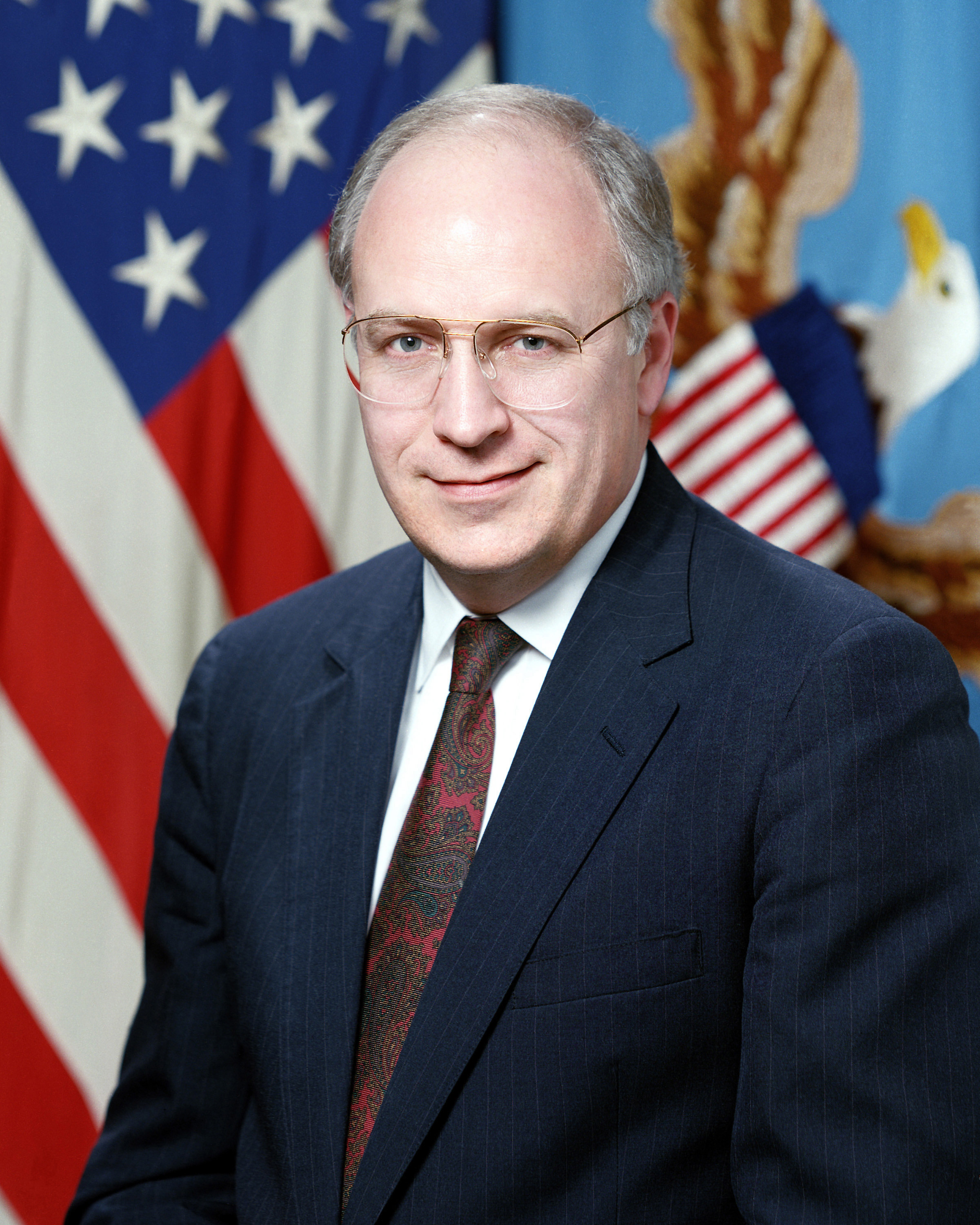
Portrait officiel comme secrétaire à la Défense (1989).

Après son investiture, le président George H. W. Bush nomme le sénateur texan John Tower au poste de ministre de la Défense. Mais ce choix est rejeté par le Sénat.
Bush nomme alors Dick Cheney qui est approuvé (92-0) par le Sénat le 17 mars 1989 ; Cheney prend officiellement ses fonctions le 20.
En tant que secrétaire à la Défense, Cheney supervise l'opération Just Cause au Panama et l'opération Tempête du désert au Koweït en 1991, année où il reçoit la médaille présidentielle de la Liberté pour avoir « assuré la défense de l'Amérique dans une période de grands bouleversements internationaux ».
Il fait massivement privatiser les tâches logistiques et d’arrière des opérations militaires, en faisant appel à la société Blackwater.

### Halliburton
En 1993, Dick Cheney rejoint le think tank (cercle de réflexion) néoconservateur American Enterprise Institute (« Institut de l'entreprise américain ») après la défaite de George Bush à l’élection présidentielle. De 1995 à 2000, il dirige la société d'ingénierie civile Halliburton spécialisée dans l'industrie pétrolière. 
En 1997, avec Donald Rumsfeld et d'autres, il fonde le think tank néoconservateur Project for the New American Century (PNAC - « Projet pour un nouveau siècle américain ») dont le but est de promouvoir le rôle prédominant des États-Unis dans le monde au XXIe siècle.
Fin 2010, Halliburton accepte de payer 35 millions de dollars d'amendes et d'apporter son aide à la restitution au Nigeria de 130 millions de dollars détournés et placés en Suisse, en contrepartie de l'abandon de poursuites pour corruption contre Dick Cheney et d'autres dirigeants. Cheney, qui était le PDG d'Halliburton dans les années 1990, ainsi que neuf autres personnes, étaient accusés de complot et de « distribution de gratifications à des fonctionnaires » dans une affaire de longue date impliquant la société et sa filiale Kellogg, Brown and Root (KBR). Des responsables nigérians avaient accusé la société d'avoir versé des pots-de-vin pour obtenir 6 milliards de dollars de contrats pour un projet de gaz naturel liquéfié dans le delta du Niger. Les pots-de-vin se seraient élevés à 180 millions de dollars entre 1994 et 2004. KBR avait plaidé coupable des accusations de corruption transnationale aux États-Unis l'année précédente et payé une amende pénale de 402 millions de dollars (dont 382 millions  payés par Halliburton). KBR et Halliburton avaient également versé 177 millions de dollars pour régler des plaintes civiles liées à la corruption. Cheney n'a pas été condamné. Selon l'un de ses avocats, « le ministère de la Justice et la Securities and Exchange Commission ont enquêté de manière approfondie sur cette coentreprise et conclu que rien ne laissait penser que Cheney ait commis d'irrégularité dans son rôle de PDG d'Halliburton »,,,.

### Campagne présidentielle de 2000
En 2000, malgré une santé fragilisée par plusieurs attaques cardiaques, Dick Cheney devient le candidat républicain à la vice-présidence aux côtés de George W. Bush, démissionne de ses fonctions à Halliburton et cède une grande partie de ses titres à des organismes caritatifs. La même année, il devient membre du Conseil consultatif du JINSA (Jewish Institute for National Security Affairs).
Selon le journaliste du Washington Post Barton Gellman, alors que George Bush lui avait demandé de se charger de la recherche d'un colistier, M. Cheney manœuvre pour écarter tous les autres prétendants, restant alors seul en lice,.

### Vice-présidence des États-Unis et influence controversée

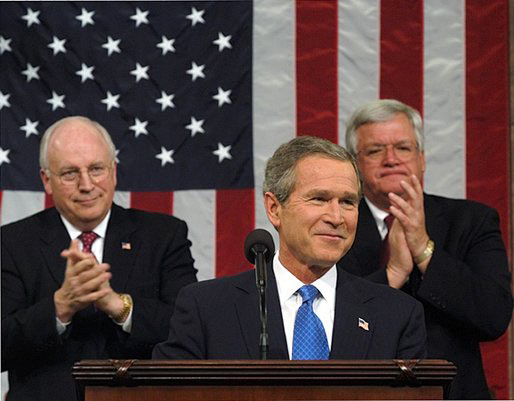
Dick Cheney, Dennis Hastert et George W. Bush, Discours sur l'état de l'Union en 2003.

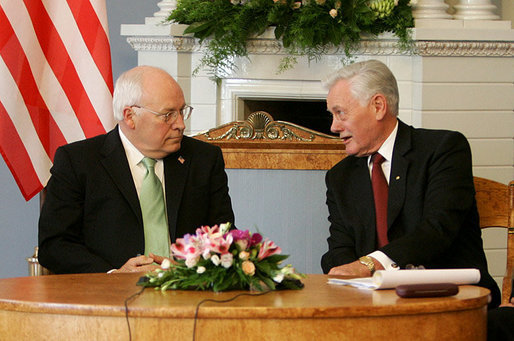
Dick Cheney et le président lituanien Valdas Adamkus, en 2006.

Dick Cheney devient vice-président des États-Unis le 20 janvier 2001.
Dès le début, Cheney se révèle être le vice-président le plus puissant que le pays ait connu.
Fort de sa longue expérience, il se charge, dans les premiers mois, d'encadrer Bush encore novice sur de nombreux sujets de politique interne et internationale ,.
Il prend en main la direction du groupe chargé d’élaborer la politique énergétique, dans lequel il fait entrer des dirigeants du groupe Enron en dépit de la faillite retentissante de celui-ci.
Dick Cheney est en première ligne après les attentats du 11 septembre 2001. Le président est alors en déplacement en Floride et Dick Cheney lui demande de ne pas revenir immédiatement à la Maison Blanche ,.

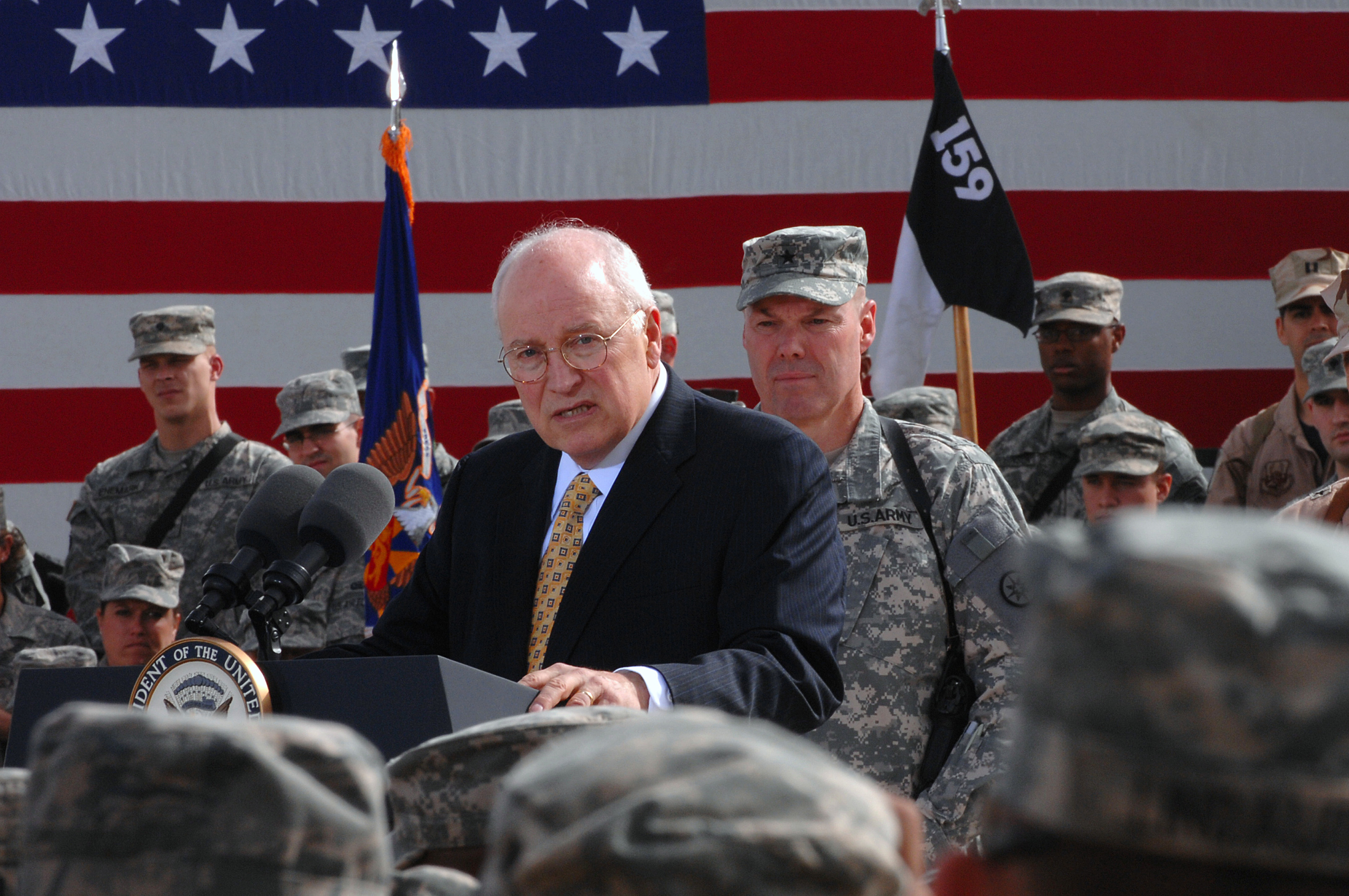
Cheney parlant à des soldats américains au camp Anaconda, en Irak en 2008.

Ses détracteurs l'accusent d'avoir poussé le Président à envahir l'Irak en plaidant notamment pour une opération militaire contre Saddam Hussein sans la saisine préalable de l'ONU, d'avoir affirmé que le dictateur possédait des armes chimiques et bactériologiques et qu'il avait remis en route son programme de fabrication d'une bombe atomique.
Le 29 juin 2002, il devient le second vice-président à exercer par intérim la fonction de président, pendant une hospitalisation du président Bush.
Dick Cheney est réélu vice-président au côté de George W. Bush à l'issue de l’élection présidentielle de 2004.

### Incident de chasse
Lors d'une partie de chasse dans un ranch du Texas, Harry Whittington, un avocat millionnaire, est grièvement blessé par balle.
Dick Cheney, affirme lui avoir tiré dessus « par erreur »,,.

### Affaire Plame-Wilson
En octobre 2005, Dick Cheney est accusé dans un article de The New York Times d'avoir révélé à son chef de cabinet, Lewis Libby, l'identité d'un agent secret de la CIA, Valerie Plame, ce qui déclenche l'affaire Plame-Wilson. Il serait indirectement à l'origine de la divulgation criminelle à la presse de l'identité de cet agent. De son côté, Lewis Libby dit avoir appris l'identité de Plame par des journalistes. Révéler l'identité d'un agent de la CIA est un crime fédéral aux États-Unis. Dick Cheney est considéré comme un adversaire historique de la Centrale de renseignement, dont il dénonce depuis la fin des années 1980 les échecs et les insuffisances. Il aurait ainsi tenté d'utiliser la CIA comme bouc émissaire en l’accusant d’avoir exagéré l'ampleur des programmes d'armes de destruction massive de Saddam Hussein et d'avoir fourni de faux renseignements au gouvernement sur l'achat d'uranium au Niger par l'Irak. Lewis Libby est inculpé le 28 octobre 2005 pour avoir révélé l'identité de Valerie Plame,.

### Fin de mandat
Le 27 février 2007, un attentat-suicide fait 23 morts et 20 blessés à l'extérieur d'une base militaire américaine en Afghanistan, pendant une visite de Dick Cheney. Un porte-parole des talibans revendique l'attentat et dit que Cheney était la cible de l'attentat.
Le 20 janvier 2009, la présidence de George Bush se termine et Dick Cheney est remplacé par Joe Biden, colistier de Barack Obama.

## Après la vice-présidence

### Défense de son bilan

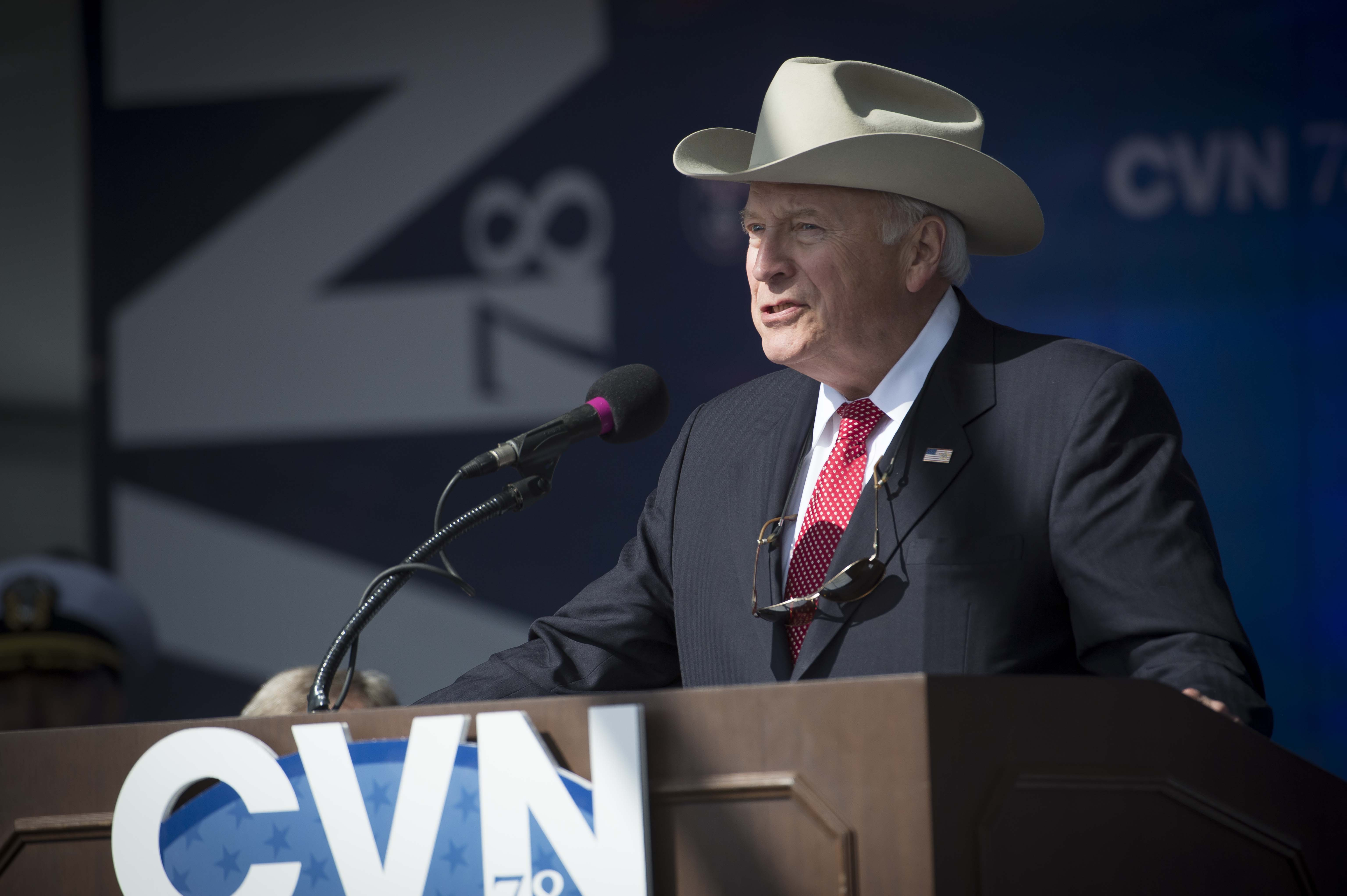
Dick Cheney en 2013.

Après son départ de la vice-présidence, Dick Cheney reste actif sur la scène politique américaine. Il défend le bilan, décrié, de l'administration Bush, et critique la politique de sécurité nationale du président Barack Obama, qu’il juge trop laxiste et dont il estime qu’elle n'accorde pas assez d'importance aux guerres d'Irak et d'Afghanistan dans la lutte contre le terrorisme,.

### Critiques à l'égard de Donald Trump
Dick Cheney critique à plusieurs reprises le président républicain Donald Trump, qu’il considère comme plus nationaliste et moins conservateur que lui. Il le soutient néanmoins aux élections présidentielles de 2016 et 2020. Ce soutien prend fin en 2021, lorsque sa fille aînée Liz Cheney, représentante du Wyoming, vote pour la mise en accusation de Trump et soutient sa destitution, après l'assaut du Capitole par des partisans de Donald Trump le 6 janvier 2021, dans le contexte des tentatives de renversement des résultats de l'élection présidentielle américaine de 2020. En septembre 2024, à l'occasion de l'élection présidentielle de 2024, Cheney et sa fille Liz apportent leur soutien à la vice-présidente et candidate démocrate Kamala Harris contre l'ancien président et candidat républicain Trump, l'ex vice-président affirmant à son sujet qu'il n'y avait « jamais eu dans les 248 ans d’histoire de notre nation d'individu qui constitue une plus grande menace pour notre République ».

## Positions politiques
Dick Cheney est traditionnellement qualifié de néo-conservateur. Il est ainsi interventionniste en matière de politique étrangère.
Il est partisan d'un État aussi minimal que possible ainsi que du port d'armes, et s'oppose à l’avortement. Il estime que les régimes matrimoniaux relèvent des États et que le gouvernement fédéral n'a pas à s'en mêler.
L'une de ses filles, Mary Cheney, est lesbienne et militante pour les droits LGBT. Son autre fille, Liz Cheney, afin de remporter son élection dans un Wyoming conservateur, s’est déclarée contre le mariage homosexuel.

## Dans la culture populaire
Dans son album The Last Sucker sorti en 2007, le groupe de metal industriel Ministry consacre à Dick Cheney un titre, The Dick Song.
Il est représenté sur la couverture de l'album The System Has Failed, du groupe Megadeth.
Le rôle de Dick Cheney est interprété par Richard Dreyfuss dans le film W. : L'Improbable Président (2008) d'Oliver Stone, et par Christian Bale dans le film Vice d'Adam McKay (2018), consacré à sa vie privée et son ascension politique. Dans la série télévisée The First Lady (2022), il est incarné par Rhys Wakefield.
Sans jamais citer son nom, Marc Levy fait de Dick Cheney un des personnages troubles de son roman Un sentiment plus fort que la peur (2013). On reconnaît aisément l’homme dans le rappel sans concession de son parcours politique et financier, qui se développe aux pages 284-286 (chapitre 10) de l’édition originale, chez Robert Laffont / Versilio.
Il est mentionné dans l'épisode 7 de la saison 1 de la série Sense8 (2015) comme le « diable en personne ».
Lors de l'épisode 9 de la saison 1 de la série American Patriot (2015), intitulé Dick Cheney, Tom Tavner (Terry O'Quinn) propose à son fils John (Michael Dorman) d'envisager « une Dick Cheney » sur la personne de Leslie Claret (Kurtwood Smith), illustrant ainsi un accident de chasse au canard, comme celui du 11 février 2006 lors duquel Dick Cheney tire « accidentellement » en pleine face de l'avocat Harry Whittington, durant une chasse aux cailles dans un ranch de Riviera au Texas.
Dans l'épisode 4 de la saison 3 de Supernatural (2005) un démon parle de lui en ces termes : « Disons qu'il a déjà une place de parking réservée en bas. »